# ペイクダブレット

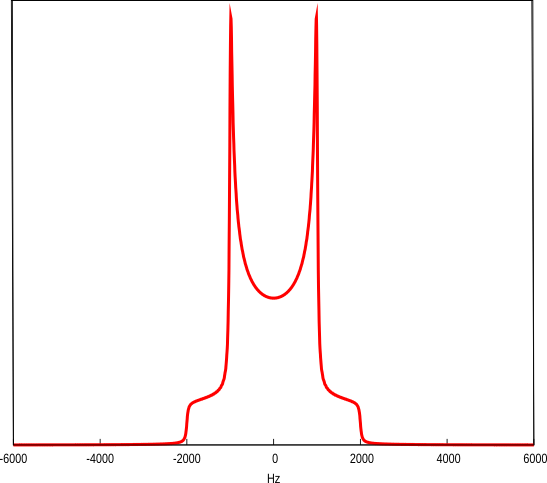
ペークダブレットのシミュレーション

ペイクダブレット（英: Pake doublet）とは固体NMRや電子スピン共鳴(ESR)で見られる特徴的なピークのこと。ジョージ・ペイクによって発見された。
ペイクダブレットは半整数核スピン間の双極子カップリングや重水素などの四極子核の遷移によって生じる。これは配向依存ダブレットから得られる一般的な形状である。
ペイクダブレットの「角」は、結合相互作用の主軸（双極子カップリングでの核間ベクトルや四極子核での電場勾配テンソルの主成分）が磁場と垂直である状況に相当する。この場合がもっとも起こりえて、強度も大きい。形状の下部分は、結合相互作用の主軸が磁場と平行であるような状況で、統計的には重要ではない。
ペイクダブレットは石膏 (CaSO4.2H2O)の単結晶や水和物粉体における実験から線形状を記述し、プロトン-プロトン距離を抽出するために最初に導入された。これにより水中の水素原子間の距離を実験的に決定することができるようになった。